# Salacia confertiflora
Salacia confertiflora är en benvedsväxtart som beskrevs av Merrill. Salacia confertiflora ingår i släktet Salacia och familjen Celastraceae. Inga underarter finns listade.